# Сельское поселение «Верхне-Ульхунское»
Се́льское поселе́ние «Верхне-Ульхунское» — муниципальное образование в Кыринском районе Забайкальского края Российской Федерации.
Административный центр — село Верхний Ульхун.

## История
Статус и границы сельского поселения установлены Законом Читинской области от 19 мая 2004 года «Об установлении границ, наименований вновь образованных муниципальных образований и наделении их статусом сельского, городского поселения в Читинской области».

## Население
| 2010 | 2011  | 2012  | 2013  | 2014 | 2015 | 2016 |
| ---- | ----- | ----- | ----- | ---- | ---- | ---- |
| 1073 | ↘1070 | ↘1038 | ↘1006 | ↘988 | ↘974 | ↘952 |
| 2017 | 2018  | 2019  | 2020  | 2021 |      |      |
| ↘928 | ↘915  | ↘892  | ↘883  | ↘797 |      |      |

## Состав сельского поселения
| № | Населённый пункт | Тип населённого пункта       | Население |
| - | ---------------- | ---------------------------- | --------- |
| 1 | Верхний Ульхун   | село, административный центр | ↘649      |
| 2 | Тырин            | село                         | ↘203      |